# دوبلكس
دوبلكس (بالإنجليزية: Duplex)‏ هو فيلم كوميديا سوداء أمريكي من إخراج داني ديفيتو وتأليف لاري دويل ومن بطولة بن ستيلر، درو باريمور، إيلين إيسيل، هارفي فايرستين وجستن ثيرو، صدر الفيلم في 26 سبتمبر 2003.

## روابط خارجية
دوبلكس على موقع IMDb (الإنجليزية)
- دوبلكس على موقع ميتاكريتيك (الإنجليزية)
- دوبلكس على موقع روتن توميتوز (الإنجليزية)
- دوبلكس على موقع نتفليكس (الإنجليزية)
- دوبلكس على موقع قاعدة بيانات الأفلام العربية
- دوبلكس على موقع ألو سيني (الفرنسية)
- دوبلكس على موقع Turner Classic Movies (الإنجليزية)
- دوبلكس على موقع أول موفي (الإنجليزية)
- دوبلكس على موقع بوكس أوفيس موجو (الإنجليزية)
- دوبلكس على موقع فيلمافينيتي (الإسبانية)